# 賀川滋子
賀川 滋子（かがわ しげこ、1911年（明治44年）5月28日 - ）は日本の産婦人科医、スーパーセンテナリアン。奈良県大和郡山市在住の長寿の女性。

## 経歴
江戸時代から続く医者の家の生まれ。93歳で死去した産婦人科医の叔父は80歳を過ぎても診察を行っていた。1934年（昭和9年）3月 、大阪女子高等医学専門学校（現：関西医科大学）卒業。大和郡山市で産婦人科医として長年活動。
太平洋戦争中は大阪市内の病院に勤務し、86歳まで現役であった。2021年（令和3年）、109歳の時には東京オリンピックの聖火リレーで聖火ランナーを務めた。
漢字などの勉強をし、毎朝新聞を読む生活をしている。長生きの秘訣は「一生懸命勉強すること」「好き嫌いなく食べること」を挙げ、「病気にならずにまだまだ頑張りたい」としている。
チョコレートが好物とし、毎日板チョコ半分ほどを食べている。食べ過ぎないようにして、まだまだ元気でいたいとも話す。
113歳となっても、週に3度、介護施設に通って習字やパズルゲームを楽しんでいる。
2022年（令和4年）に奈良県の最高齢者となった。
2025年（令和7年）7月29日、大分県の廣安美代子が死去したことにより、114歳62日で国内最高齢者となる。

## 人物
趣味は古典芸能鑑賞。

## 家族・親族
賀川家は代々、生駒郡郡山町雑穀町（現：大和郡山市雑穀町）にて産婦人科・内科の賀川医院を経営している。
- 5世祖父・啓齋（生年不明 - 文政12年11月7日〈1829年12月6日）） 
雑穀町在住[11]。町医師であったと思われる[11]。
- 高祖父・立庵（生年不明 - 天保4年7月6日〈1833年8月12日）） 
啓齋の嗣子[11]。雑穀町在住[11]。町医師であったと思われる[11]。
- 曽祖父・啓治（生年不明 - 明治7年〈1874年〉7月1日） 立庵の嗣子[11]。
1873年（明治6年）郡山町雑穀にて開業、同年嗣子・柳碩に家督を譲る[11][12][3]。
- 祖父・柳碩（弘化2年〈1845年〉-  大正10年〈1921年〉9月） 
1884年（明治17年）5月、医籍登録[3]。産婦人科医として名声が高かった[13]。
- 叔父・見龍（明治16年〈1883年〉3月6日 - 昭和51年〈1976年〉11月2日） 
1912年（大正元年）、金沢医学専門学校（現：金沢大学医学部）卒[3]。1913年（大正2年）に郡山町（近鉄郡山駅前）に産婦人科を開業[4]。大阪電気軌道（大軌）及び鉄道省の嘱託医、保険会社嘱託医、学校医などを歴任[13]。町の古老によれば、名を聞くと「アアあのタバコの先生」と覚えている程の大のタバコ好きで、診察中も往診もタバコが離れていたことがなかったという[4]。戦時中は矢田山まで徒歩で往診に往復していた。93歳で死去[3]。

## 略歴
- 1934年（昭和9年）3月 - 大阪女子高等医学専門学校（現：関西医科大学）卒業[5]。
- 1934年（昭和9年）4月～1936年（昭和11年）3月 - 大阪市立南市民病院（現：大阪公立大学医学部附属病院）産婦人科勤務[5]。
- 1936年（昭和11年）4月～1937年（昭和12年）6月 - 同病院内科勤務[5]。
- 1937年（昭和12年）7月～ - 開業[5]。